# Webbdesign
Webbdesign avser hantverket att ge en webbplats en grundläggande grafisk design som oftast styrs av märkspråk. Till det hör att bestämma storlekar på och placering av ytor, typografi, färgskalor, manér eller stil för bilder, ikoner, logotyper och andra grafiska element. 

## Arbetsgång
"Webbdesign" består ofta av flera steg, alla dessa steg är en viktig del av processen att skapa en användarvänlig webbplats.
- I ett första steg sker kravfångst och behovsanalys bland projektets potentiella användare och andra intressenter, exempelvis genom att kartlägga verksamhetsprocesser och arbetsrutiner, och föreslå nya och ändrade processer
- En grafisk formgivare eller art director skapar skisser och prototyper (mock-ups och storyboards) som utgör beskrivningar av sidornas tänkta struktur, utseende (grafisk design/layout) och interaktivitet enligt ovan, ofta med hjälp av något rit- eller illustrationsprogram.
- Formgivarens skisser och idéer implementeras med HTML-kod och stilmallar, och olika färdiga skript väljs. Detta kan göras med verktyg såsom webbeditorer, eller direkt i det innehållshanteringssystem som webbplatsen använder.
- Regelbundet, efter att mockups såväl om betaversioner har levererats, utförs användbarhetstester för att säkerställa användbarhet och god user experience (Ux)
- Webbutvecklare och andra systemutvecklare designar och implementerar databaser (relationsdatabaser såväl som dokumentdatabaser av typen NoSQL för att lagra strukturerade data, exempelvis stora sökbara tabeller) samt nya klientsidesprogram (Javascript-kod) såväl som server-sides-program (ofta i programspråken PHP, Java och Node.js och olika IT-ramverk ) med hjälp av en utvecklingsmiljö. Webbutveckling kan ofta innefatta att designa en webb service, idag ofta i form av ett restful interface, det vill säga en webbplats avsedd för att ge objektorienterad och säker databasaccess till maskiner (exempelvis till mobila appar, till internet-of-things-enheter och till andra webbplatser) som i sin tur kan vara avsedda att användas av människor.

Alla steg utom det sista ingår i begreppet webbdesign; begreppet webbutveckling innefattar även och lägger särskilt fokus på det sista steget.
En webbplats har också andra egenskaper som kräver design. Att skapa webbplatsen interaktiva funktioner, och detaljer i dessas egenskaper, brukar ofta kallas interaktionsdesign. Att mäta och försöka förbättra användarupplevelsen kallas Ux-design. Hur webbplatsens innehåll är uppdelat och länkat inom sig kan betecknas informationsstruktur eller inkluderas som en del av en informationsdesign. Detta är ett viktigt steg i sökmotoroptimerings synpunkt.
Alla dessa områden tangerar eller överlappar varandra. Ett tydligt exempel är menyer och navigationssystem på en webbplats, som inkluderar alla de olika slagen av design. Beteckningen "webbdesign" syftar därför på mer än bara den grafiska eller visuella designen.
I både den kreativa fasen, och i implementeringen i html-kod, är det viktigt för webbdesignaren att ta hänsyn till kraven på tillgänglighet. Vissa designlösningar (form- eller kodmässiga) gör webbplatser mindre tillgängliga.
I projekt för att utveckla större webbplatser samarbetar ofta ett helt team, med skilda roller, för att skapa alla aspekter på webbplatsens totala "design". 
Den snabbt växande marknaden för webbdesign till Open Source baserade innehållshanteringssystem (från Engelskans Content Management System, kort CMS) är oftast styrda av så kallade "templates" (mallar) eller "themes" (teman). Här avses en design vara en komplett mall eller tema som hanterar alla de ovannämnda delarna med CSS, HTML, Javascript osv. Dessa mallar utgår oftast från innehållshanteringssystemets grundstruktur och styr hur dess funktioner och grafiska element ska visas. 
En av de första som använde uttrycket webbdesigner var KG Jonsson-Finne i flertal föredrag och seminarier 1995 i den grafiska branschen. I hans bok "Internet brev- text- och bildhantering" bokförlaget Spektra 1996 ISBN 91-7136-468-4 beskrivs det kommande yrket på sidan 121.

## Märkspråk, skriptspråk och andra tekniker för att skapa webbsidor
- HTML
- CSS
- JavaScript
- XHTML
- Adobe Flash
- AJAX
- Responsiv webbdesign

## Webbeditorer (urval)
- Adobe Dreamweaver
- Aptana
- Coda
- Emacs
- Komodo
- Microsoft Expression
- Microsoft FrontPage
- Microsoft Visual Studio
- Microsoft Web Matrix
- Notepad
- Notepad++
- NetBeans
- VIM
- Quanta Plus